# Фиорд
Фиордът (от норвежки: Fjord) е дълъг и тесен морски залив между скали или стръмни склонове, образуван от наводняването на долина от ледници. Фиордите са разпространени най-вече в Норвегия, Гренландия, Канада, Аляска, Шотландия, Исландия, Ирландия, Чили и Нова Зеландия.

## Етимология
В най-общ смисъл думата fjord на норвежки означава всякакво издължено водно тяло – не само дълбоки тесни заливи, но също и ледникови езера със същата форма, както и канали. Възможно е тя да произлиза от по-старата дума 'ferd', тоест плавам, навигирам или от 'fjǫrðr', което значи „като езеро“. Английската дума ferry, откъдето произлиза ферибот, има същия произход.

## Описание
Фиордите са заливи, образувани от разрушителната дейност на ледниците, които, спускайки се от континента към океана, издълбават дълбоки U-образни ледникови долини. След разтопяването на ледниците морското ниво се повишава и техните долини се превръщат в заливи. Формата на фиорда е криволичеща, с много разклонения, бреговете са стръмни, скалисти и в повечето случаи – недостъпни. Обикновено в непосредствена близост до морето се издигат планини с височина над 1500 m. Над нивото на фиорда са оформени големи „висящи“ долини (трог), от които се спускат внушителни водопади. Същевременно обаче на брега на фиорда могат да се образуват абразионни платформи – равнини с дължина до 60 km, издигнати на 30 – 40 m. над морското равнище, които имат голямо значение. На тях възникват селища и се строят пристанища, извършва се интензивен риболов. В Скандинавия се наричат странфлат.
Дъното на фиорда доказва неговия ледников произход. На входа се отчита възвишение във формата на праг, наричано устиево стъпало. То се образува, когато ледникът е достигнал до последната фаза и горният му слой се приплъзва към океана, а долният с тежестта си удълбава долината и събира в края ѝ акумулационен материал. Фиордите са характерни с голяма дълбочина, много по-голяма от дъното на откритото море в близост до тях. Согнефиорд в Норвегия например е дълбок повече от 1300 m.

## Образуване
Макар че фиордите са ледникови образувания, първопричината за тяхната поява е в тектонските размествания на скалите. През терциера планинските масиви, от които се спускат ледниците, претърпяват дизюнктивни (тоест разломни) изменения и се оформят дълбоки долини, които след това ледниците преудълбават. Те придават на земната повърхност типично ледников релеф със стръмни, терасовидни склонове и значителни количества натрупан материал. След края на ледниковата епоха (преди около 10 – 12 хиляди години) ледниците се топят, а океанската вода нахлува в досегашните им легла, като ги превръща в заливи. Челото на ледника, където той е довлякъл морени и е образувал валуни, сега става устиево стъпало.

## Известни фиорди
Най-известните фиорди са в Норвегия, където над двеста подобни залива следват цялото западно крайбрежие от 58-ия до 65-ия паралел. От юг на север по-важните от тях са Ослофиорд, Бокнафиорд, Хардангерфиорд, Согнефиорд, Нордфиорд, Сторфиорд, Трондхаймсфиорд, Варангерфиорд.
В Гренландия се намира най-дългият фиорд в света – Скорсби, както и не по-малко впечатляващия Индепендънс. По източния бряг се намират и фиордите Император Франц, Крал Оскар и др. Северозападният край на Исландия е осеян се множество фиорди и носи името Вестфьордс. В Шотландия, където се използва думата фирт, най-голям е фиордът Лорн. В Чили известните канали Месиер и Консепсион всъщност са два свързани фиорда. Южният край на новозеландските острови е осеян с около 15 малки фиорда – красивият Милфорд саунд, както и Даутфул саунд.
- Най-дълги фиорди: Скорсби (в Гренландия) – 350 km, Грийли (в Канада) – 230 km, Согнефиорд (в Норвегия) – 204 km.
- Най-дълбоки фиорди: Скелтън (в Антарктида) – 1933 m, Месиер (в Чили) – 1358 m, Согнефиорд (в Норвегия) – 1308 m.[6]

- Фиордът Согнефиорд, Норвегия
- Фиордът Ейяфюрдюр в Исландия
- Фиордът Килари Харбър в Ирландия
- Фиордът Милфорд Саунд в Нова Зеландия
- Фиордът Нерьойфюрен в Норвегия